# Dream encores
Dream encores is grotendeels een studioalbum van Tangerine Dream. Het bevat nummers die de muziekgroep als toegift speelde tijdens hun tournees door Noord-Amerika en Europa gedurende de jaren 1986-1997. Andere tracks waren alleen te beluisteren op de speciale uitgaven van voorgaande compact discs.
Het album verscheen los, maar ook in de Dream Dice box van december 1998.

## Musici
- Edgar Froese, Jerome Froese – synthesizers, elektronica

Met gastmusici
- Paul Haslinger – synthesizers, elektronica
- Linda Spa – saxofoons, percussie
- Zlatko Perica, Mark Hornbt, Gerald Gradwool, Emil Gachfeld – gitaar

## Muziek
| Nr. | Titel                                                | Duur |
| --- | ---------------------------------------------------- | ---- |
| 1.  | Order in the ginger guild (gespeeld in Wenen 1997)   | 9:04 |
| 2.  | Fort Worth runaway one (Boedapest 1997)              | 6:42 |
| 3.  | Eleanor Rigby (Londen 1996)                          | 8:50 |
| 4.  | Oriental haze (Montreal 1992)                        | 3:58 |
| 5.  | Story of the brave (Phoenix 1992)                    | 5:17 |
| 6.  | Thief Yang and tangram seal (Londen 1996)            | 5:13 |
| 7.  | Catwalk (Berlijn 1997)                               | 7:49 |
| 8.  | Purple Haze (live-opname Washington (DC) 1992)       | 2:57 |
| 9.  | The midnight trail (New Orleans 1988)                | 3:43 |
| 10. | Rolling down Cahuenga (Edinburgh 1990)               | 6:43 |
| 11. | Towards the evening star (Melkweg The MAX Amsterdam) | 6:16 |
| 12. | Dominion (live-opname Londen 1982)                   | 5:24 |

CD1: Ambient monkeys ·
CD2: Atlantic bridges ·
CD3: Atlantic walls ·
CD4: Dream encores ·
CD5: The dream mixes ·
CD6: Dream mixes volume 2 ·
CD7: The Hollywood years, volume 1 ·
CD8: The Hollywood years, volume 2 ·
CD9: Oasis ·
CD10: Quinoa ·
CD11: Tournado ·
CD12: Transsiberia ·
CD13: Ça va – ça marche – ça ira encore